# محیط آوایی
محیط آوایی (به انگلیسی: phonetic environment) در زبان‌شناسی و آواشناسی، برای یک نمونه معین از صدای گفتاری (یا "آوا") شامل آواهای دیگری است که در مجاورت آن هستند و آن را احاطه کرده‌اند. محیط آوایی یک آوا می‌تواند کمیت‌های واجگونه یا واجی را برای یک صدا در یک زبان معین تعیین کند.
برای مثال، حرف صدادار 'a' یا /æ/ در کلمه 'mat' یا /mæt/ دارای حرف صامت /m/ قبل از آن و /t/ بعد از آن است. در نمادگذاری زبان‌شناختی به صورت /m_t نوشته می‌شود که نماد اسلش را می‌توان به صورت «در محیط» خواند، و خط زیرین نشان‌دهنده محل آوای هدف نسبت به همسایگانش است. از این رو می‌توان این عبارت را به صورت «در محیط پس از m و قبل از t» خواند.